# Avet Terterian
Alfred Roubeni « Avet » Terterian (en arménien Ավետ Տերտերյան, né le 29 juillet 1929 à Bakou (Azerbaïdjan), mort le 11 décembre 1994 à Iekaterinbourg (Russie), est un compositeur arménien. Il composa huit symphonies, un opéra, et de la musique de chambre.

## Œuvres principales
- Sonate pour violoncelle (création en 1956)
- Premier quatuor à cordes (1963)
- Symphonie nº 1 (en trois mouvements) (1969)
- Symphonie nº 2 (en trois  mouvements) (1972)
- Symphonie nº 3 (en trois  mouvements) (1975)
- Symphonie nº 4 (en un mouvement) (1976)
- Symphonie nº 5 (en un mouvement) (1978) (dédiée à Gennady Rozhdestvensky)
- Symphonie nº 6 (en un mouvement) (1981)
- Das Erdbeben, opéra 1984 (d'après Heinrich von Kleist)
- Symphonie nº 7 (en un mouvement) (1987)
- Symphonie nº 8 (en un mouvement) (1989)
- Second quatuor à cordes (1991)
- Symphonie nº 9 (1994) inachevée.

## Filmographie

### Comme compositeur
- Poeti veradardze (Return of the Poet, 2005)
- Vaveragrogh (Documentarist, 2003)
- Verjin kayan (Last Station, 1994)
- Hin astvatzner (Ancient Gods, 1993)
- Dzayn barbaro... (1991)
- Veradardz avetyats yerkir (Return to the Promised Land, 1991)
- Qamin unaynutyan (Wind of Oblivion, 1990)
- Vrag naroda - Bukharin (Public Enemy Bukharin, 1990)
- Yerazahan (1989)
- Yerevanyan oreri khronikan (Chronicle of Yerevan Days, 1974)

### Comme acteur
- Dzayn barbaro... (1991)